# Virgen con el Niño, san Pedro Mártir y donante
La Virgen con el Niño, san Pedro Mártir y donante es una pintura al óleo sobre tabla de 55 x 88 cm de Lorenzo Lotto, de 1503 y conservada en el Museo Nacional de Capodimonte de Nápoles. Es la primera obra conocida del artista conservada, debido a la presencia de la firma "L. LOTUS P." escrita abajo a la derecha sobre el asiento de la Madonna.

## Historia
La fecha de la obra se deduce de una inscripción que se encuentra en el reverso ("1503 adì 20 septembris"), que, si bien no es autógrafa del pintor, está escrita con letra del siglo XVI y, por lo tanto, se considera auténtica.
Procedente de inicios del periodo de Treviso, la tabla fue probablemente encargada por el obispo Bernardo de Rossi. Los estudiosos consideran que se puede tratar posiblemente de un exvoto de agradecimiento por haber escapado de un atentado contra él previsto para el 29 de septiembre de 1503, descubierto y frustrado con antelación.
Probablemente fue llevada a Parma por el mismo obispo, cuando se refugió allí en 1524, y a continuación entraría en las colecciones Farnesio (siendo registrada por primera vez en 1650) que, como es sabido, fueron trasladadas a Nápoles en 1760.

## Descripción y estilo
La composición de la sacra conversación es típica de la pintura veneciana de finales del siglo XV, vinculada al ejemplo de Giovanni Bellini y Cima da Conegliano. María con el Niño en el regazo se encuentra sentada a la derecha, con un paño verde detrás en este caso animado con pliegues que muestran también la vuelta, de un rojo encendido. A la izquierda se abre un dulce paisaje de cerros que se difuminan en la lejanía, punteado de castillos y otros signos de presencia humana: caminantes, un jinete, un pastor. La presencia de Pedro Mártir, con los típicos atributos del machete clavado en el cráneo y el cuchillo en el pecho, sosteniendo la palma del martirio, alude a un destino ligado a la Orden dominicana, pero también al paralelismo entre la suerte del santo, asesinado en una emboscada, y la del cliente.
La Virgen pone la mano derecha sobre la cabeza de un san Juan Bautista niño de escasa calidad, hacia el cual también el Niño dirige un gesto de bendición. Los análisis radiográficos atestiguan que se trata de un burdo añadido posterior, con el que se cubrió la figura original, un prelado arrodillado con la cruz, obviamente el propio obispo de Rossi.
El estilo de la obra, con colores vivos y contornos definidos, en contraste con la dominante influencia del tonalismo, indican la influencia de Alvise Vivarini, que probablemente fue el maestro de Lotto.